# 34-я пехотная дивизия (ВСЮР)
34-я пехотная дивизия — воинское соединение, участвовавшее в Гражданской войне в составе Вооружённых сил Юга России и Русской армии.

## История
Была сформирована в составе ВСЮР осенью 1919 года. Её предыстория такова: в декабре 1918 года Екатеринославский отряд, составленный из частей бывшей 34-й пехотной дивизии Императорской армии, прибыл в Крым на соединение с Добровольческой армией. Первоначально пехотные части Екатеринославского отряда были зачислены в 4-ю пехотную дивизию в качестве сводного полка 34-й пехотной дивизии, а 10 ноября 1919 года — развернуты в 34-ю пехотную дивизию. С 6 декабря того же года дивизия входила в состав 3-го армейского корпуса. К началу 1920 года насчитывала около 1200 штыков, на 16 апреля 1920 года включала 133-й Симферопольский, 134-й Феодосийский, 135-й Керчь-Еникальский и 136-й Таганрогский пехотные полки, 34-ю артиллерийскую бригаду, запасный батальон и отдельную инженерную роту.
В Русской армии с 7 июля 1920 года входила в состав 2-го армейского корпуса. На 1 августа 1920 года насчитывала 245 офицеров и 3103 солдата при 18 орудиях и 101 пулемёте. С 4 сентября 1920 года включала в состав Отдельный конный Симферопольский дивизион.
34-я артиллерийская бригада была сформирована 8 декабря 1919 года. Её ядром стала артиллерия Екатеринославского отряда, входившая в 4-ю артиллерийскую бригаду. На 16 апреля 1920 года включала 1-й, 2-й и 4-й дивизионы, на 1 августа того же года насчитывала 51 офицера и 797 солдат при 18 орудиях и 19 пулемётах.

## Командование
- Начальник дивизии — генерал-майор князь Н. П. Стокасимов (с 21 января 1920)
- Командир бригады — генерал-майор Г. А. Дубяго (с 19 апреля 1920), полковник А. А. Куявский (1920).
- Командир 34-й артиллерийской бригады — генерал-майор В. Д. Жуков (с 14 декабря 1919)